# Mận (màu)
 #8E4585 
Màu mận là một màu sẫm giống với màu tía.

## Tọa độ màu
```
Số Hex
 = #8E4585

RGB
 (r, g, b) = (142, 69, 133)

CMYK
 (c, m, y, k) = (0, 51, 6, 44)

HSV
 (h, s, v) = (307, 51, 56)
```